# Nemanja Gordić
Nemanja Gordić (cyr. Немања Гордић; ur. 25 września 1988 w Mostarze) – bośniacki koszykarz, występujący na pozycji rozgrywającego, reprezentant kraju, posiadający także serbskie obywatelstwo, obecnie zawodnik Mornar Bar.

## Osiągnięcia
Stan na 31 maja 2022, na podstawie, o ile nie zaznaczono inaczej

### Drużynowe
- Mistrz:
  - Ligi Adriatyckiej (2013, 2018)
  - Serbii (2013)
  - Chorwacji (2015, 2016)
  - Czarnogóry (2007–2010, 2017, 2019)
  - Bośni i Hercegowiny (2014)
- Wicemistrz:
  - Ligi Adriatyckiej (2015, 2019)
  - Czarnogóry (2018, 2021)
- Zdobywca:
  - pucharu:
    - Serbii (2020)
    - Czarnogóry (2007–2010, 2017–2019)
    - Chorwacji (2015, 2016)

  - Superpucharu Ligi Adriatyckiej (2019)
- Finalista pucharu:
  - Serbii (2013)
  - Bośni i Hercegowiny (2014)
  - Czarnogóry (2021, 2022)
- Uczestnik międzynarodowych rozgrywek:
  - Euroligi (2010/2011 – TOP 16, 2012/2013 – faza grupowa, 2014/2015 – TOP 16, 2014/2015 – faza grupowa, 2015/2016 – TOP 16, 2018/2019 – faza grupowa)
  - Eurocup (2008/2008, 2014/2015 – TOP 16, 2016/2017 – faza grupowa, 2017/2018 – ćwierćfinały, 2019/2020 – ćwierćfinały)
  - EuroChallenge (2008–2010)

### Indywidualne
- MVP:
  - finałów Ligi Adriatyckiej (2018)
  - ligi czarnogórskiej (2017)
  - kolejki Ligi Adriatyckiej (I runda półfinałów – 2017/2018, III runda półfinałów – 2018/2019, 17 – 2021/2021)
- Zaliczony do I składu Ligi Adriatyckiej (2018, 2019)
- Uczestnik meczu gwiazd Ligi Adriatyckiej (2008)

### Reprezentacja
Seniorska
- Uczestnik:
  - mistrzostw Europy (2011 – 17. miejsce, 2013 – 13. miejsce, 2015 – 23. miejsce)
  - kwalifikacji do mistrzostw Europy (2009, 2011, 2015, 2017)
  - europejskich:
    - kwalifikacji do mistrzostw świata (2017–2019 – 24. miejsce)
    - pre-kwalifikacji do mistrzostw świata (2017 – 2. miejsce)

Młodzieżowe
- Uczestnik mistrzostw Europy  dywizji B:
  - U–18 (2005 – 8. miejsce, 2006 – 9. miejsce)
  - U–16 (2004 – 5. miejsce)